# Fredrik Skagen

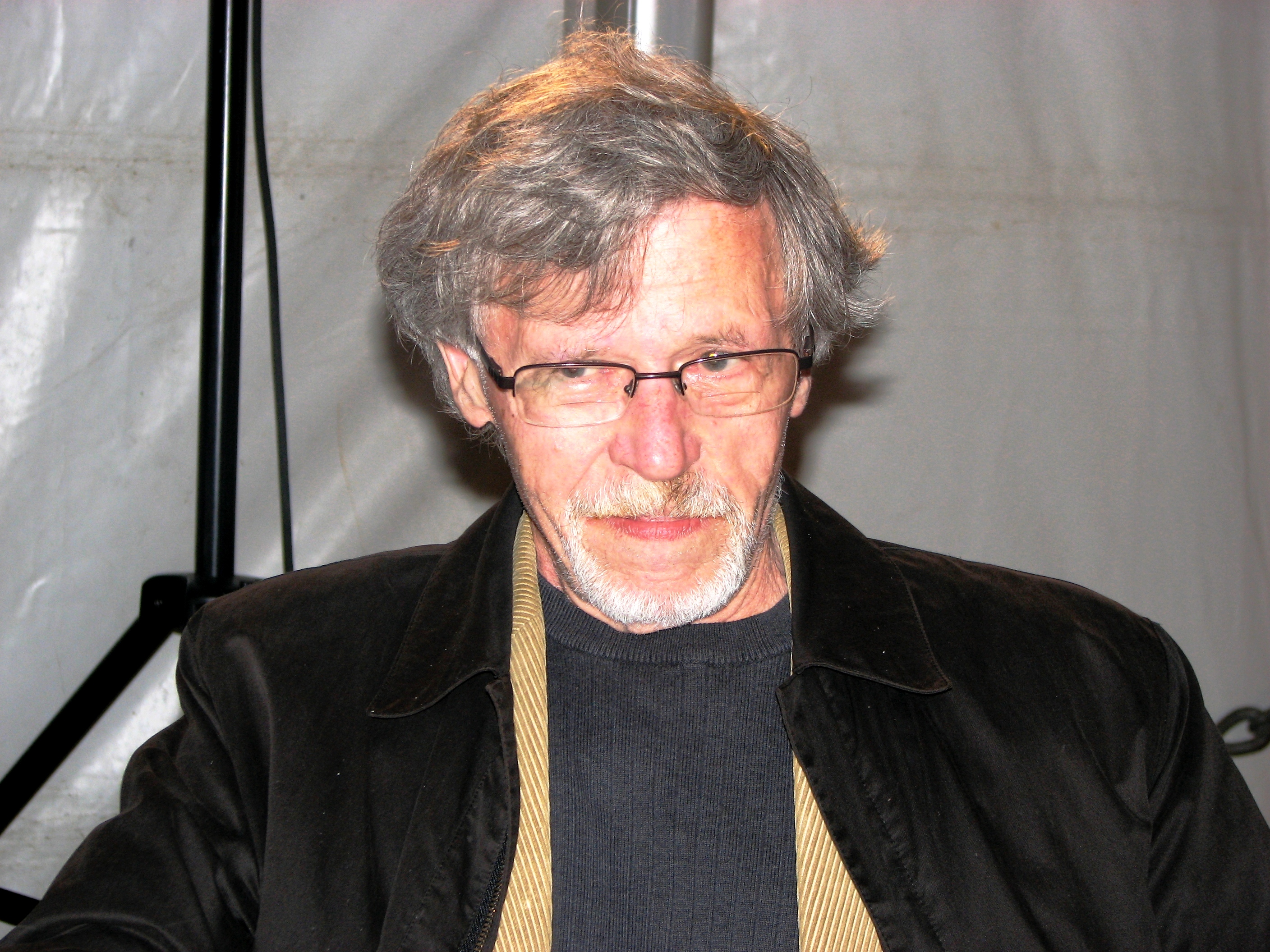
Fredrik Skagen (2010).

Fredrik Skagen, född 30 december 1936 i Trondheim, död 20 juni 2017 i Trondheim, var en norsk författare och tidigare bibliotekarie. Skagen debuterade som författare 1968 med romanen Jakten etter Auriga.